# Nana Kondō
Pour les articles homonymes, voir Kondō.
Nana Kondō (近藤名奈, Kondō Nana, née le 8 novembre 1973) est une chanteuse japonaise des années 1990, qui débute en 1993.

## Discographie

### Singles
- こんな日は早起きしてあなたに会いたい (1993.2.25)
- 地球を蹴ってさか上がりして (1993.5.26)
- サラダ通りで会いましょう (1993.9.1)
- 風の旋律を聴け (1993.11.26)
- 春色のカーブ (1994.2.2)
- +1～プラスワン～ (1994.5.21)
- 少.のままでいい (1994.7.7)
- あなたは知らない (1994.10.26)
- Echoes～地平線まで追いかけて～ (1995.2.15)
- Kissだけじゃうまくいかない (1995.7.26)
- 純情な恋でも… (1995.12.1)
- 1グラムの幸福 (1996.8.7)
- 根拠はないけど (1999.11.1)

PALMS
- 恋人じゃない (1997.5.21) (Collaboration avec Makoto Saitō sous le nom PALMS)

### Albums
- 7/360 (1993.7.7)
- N/S (1994.3.3)
- 最高の笑顔を花束にして (1994.12.1)
- NaNa (1995.12.1)

#### Compilations
- Better Days -Sellected Songs from the Primal Times (1995.3.15)

## Liens
- (ja) Fiche et discographie sur le site de l'oricon